# Gaspard Xavier
Gaspard Xavier né le 10 mai 2002, est un joueur français de hockey sur gazon. Il évolue au poste de défenseur au Racing, en Belgique et avec l'équipe nationale française.

## Carrière
Il a faits ses débuts avec les U21 pour la Coupe du monde à Bhubaneswar en novembre 2021 et avec l'équipe première le 9 février 2022 contre les Pays-Bas à Potchefstroom dans le cadre de la Ligue professionnelle 2021-2022.

## Palmarès
- : 3e à la coupe du monde des moins de 21 ans en 2021[2].